# 萨拉·培根
萨拉·培根（英語：Sarah Bacon，1996年9月20日—），美国女子跳水运动员。她曾經代表美国参加2019年泛美运动会跳水比赛，获得女子1公尺跳板的金牌以及女子雙人3公尺跳板銀牌。